# فاندریانا
فاندریانا (به لاتین: Fandriana) یک منطقهٔ مسکونی در ماداگاسکار است که در منطقه فاندریان واقع شده‌است.
 فاندریانا  ۲۹٬۰۰۰ نفر جمعیت دارد و ۱٬۳۹۱ متر بالاتر از سطح دریا واقع شده‌است.